# Bauvertrag (Deutschland)
Der Bauvertrag ist ein Werkvertrag zwischen Auftraggeber (Besteller) und Auftragnehmer (Unternehmer) über Herstellung, Wiederherstellung, Abriss oder Umbau eines Bauwerks, einer Außenanlage oder eines Teils davon.

## Allgemeines
Diese Legaldefinition des § 650a Abs. 1 BGB gibt im Vertragsrecht die Merkmale eines Bauvertrags vor. Dabei kann es sich um die Erstellung eines kompletten Neubaus (Schlüsselfertigbau), Umbauten, Renovierungsarbeiten oder um Einzelleistungen (z. B. Rohbau, Maurer-, Malerarbeiten, Sanitäranlagen, Elektroinstallation, Heizungsbau) handeln. Auftragnehmer von Leistungen einzelner Gewerke sind oft Handwerksbetriebe. Bauunternehmer, die umfassende Bauleistungen teils selbst, teils durch Beauftragung anderer Unternehmen (Subunternehmer) erbringen, werden auch als Generalunternehmer bezeichnet.

## Abgrenzung
Abzugrenzen ist der Bauvertrag vom Baubetreuungsvertrag und vom Bauträgervertrag. Der Architekt erbringt im Rahmen des Architektenvertrages keine Bauleistungen, sondern Planungs- und Bauüberwachungsleistungen.

## Gesetzliche Regelungen für Bauverträge

### Vertragstyp
Seit dem 1. Januar 2018 ist der Bauvertrag nach deutschem Schuldrecht ein gesetzlich normierter, besonderer Typ des Werkvertrags. Für ihn gelten die §§ 650a bis 650h BGB ergänzend zu den allgemeinen Vorschriften des Werkvertragsrechts (§§ 631 bis 650 BGB). Bei Verbraucherbauverträgen sind weitere Vorschriften zu beachten (§§ 650i bis 650n BGB). Für diesen Vertragstyp bestehen nach den §§ 650i BGB ff. eigene Informationspflichten und Regelungen zum Widerrufsrecht.

### Form
Für den Abschluss eines Bauvertrags bestehen nach deutschem Recht keine Formvorschriften, so dass er auch mündlich oder durch schlüssiges Verhalten (Konkludenz) abgeschlossen werden kann. Anders ist das, wenn der Bauvertrag mit dem Verkauf eines Grundstücks eine Einheit bildet (zum Beispiel beim Bauträger- bzw. Grundstückskaufvertrag). Dann bedarf er der notariellen Beurkundung.
Der Verbraucherbauvertrag bedarf gem. § 650i Abs. 2 BGB der Textform.

### Pflichten der Parteien
Hauptpflicht des Unternehmers ist die mangelfreie Herstellung des Werks (§§ 631 und 633 BGB). Die geschuldete Leistung sollte möglichst genau festgelegt werden, etwa durch Bezugnahme auf eine Baubeschreibung, Baupläne oder ein Leistungsverzeichnis.
Hauptpflicht des Bestellers ist die Entrichtung der Vergütung. Ist eine Abrede hierüber nicht getroffen und eine kostenlose Leistung nicht zu erwarten, gilt die übliche Vergütung als vereinbart (§ 632 BGB).
Der Besteller ist verpflichtet, das mangelfrei hergestellte Werk abzunehmen (§ 640 Abs. 1 Satz 1 BGB). Wegen unwesentlicher Mängel kann die Abnahme nicht verweigert werden (§ 640 Abs. 1 Satz 2 BGB). Der Werklohn wird bei Abnahme des Werkes fällig (§ 641 BGB). Unter Umständen werden aber vorher Abschlagszahlungen geschuldet (nach § 632a BGB oder nach Vereinbarung).
Nach dem Gesetz kann der Unternehmer vom Besteller Sicherheit für den geschuldeten Werklohn verlangen (§§ 648 und 648a BGB).
Umgekehrt wird oft auch vereinbart, dass der Unternehmer dem Besteller Sicherheit für die vertragsgerechte Ausführung der Leistung zu stellen hat und/oder für die Erfüllung von Gewährleistungsansprüchen.

### Leistungsstörungen
Liegt ein Baumangel vor, so kann der Besteller nach Abnahme die Zahlung eines angemessenen Teils der Vergütung bis zur Mangelbeseitigung verweigern (Zurückbehaltungsrecht), und zwar in Höhe des Doppelten der für die Beseitigung des Mangels erforderlichen Kosten (§ 641 Abs. 3 BGB).
Ferner hat der Besteller bei Vorliegen eines Mangels die in § 634 BGB genannten Rechte:
- Er kann Nacherfüllung (§ 635 BGB), das heißt nach Wahl des Unternehmers Beseitigung des Mangels oder Neuherstellung, verlangen.
- Er kann nach fruchtlosem Ablauf einer dem Unternehmer zur Nacherfüllung bestimmten angemessenen Frist den Mangel selbst (oder durch einen anderen Unternehmer) beseitigen und Ersatz der hierfür erforderlichen Aufwendungen verlangen (§ 637 BGB).
- Er kann unter bestimmten Voraussetzungen vom Vertrag zurücktreten (§§ 636, 323 und 326 Abs. 5 BGB) oder die Vergütung mindern (§ 638 BGB).
- Er kann unter bestimmten Voraussetzungen Schadensersatz (§§ 636, 280, 281, 283, 311a BGB) oder Ersatz vergeblicher Aufwendungen (§ 284 BGB) verlangen.

Für die Verjährung der Mängelansprüche gilt § 634a BGB.

## Unternehmereinsatzformen
Je nach Umfang des Auftrages des/der beauftragen Unternehmer sind folgende Unternehmereinsatzformen zu unterscheiden:
- Hauptunternehmer: Übernimmt einen Teil der Bauleistungen (Gewerk) und führt wesentliche Teile im eigenen Unternehmen aus, daneben kann er Nachunternehmer – auch Subunternehmer genannt – beauftragen
- Generalunternehmer: Übernimmt die gesamte Bauleistung für ein BV und führt wesentliche Teile im eigenen Unternehmen aus
- Generalübernehmer: Übernimmt die gesamte Bauleistung, führt aber keine Leistungen im eigenen Unternehmen aus
- Totalunternehmer: Übernimmt die gesamte Bau- und Planungsleistung und führt wesentliche Teile im eigenen Unternehmen aus
- Totalübernehmer: Übernimmt die gesamte Bau- und Planungsleistung, führt aber keine Leistungen im eigenen Unternehmen aus

## Vergütungsformen, Preisarten
Je nach Preisvereinbarung sind zu unterscheiden:
- Einheitspreisvertrag: Die Vergütung berechnet sich aus dem Einheitspreis für die jeweilige Teilleistung (z. B. 1 m³ Beton) multipliziert mit der ausgeführten Menge. Die tatsächlich ausgeführte Leistung wird ermittelt durch Aufmaß aus den Bauplänen oder hilfsweise am Objekt.

- Detailpauschalvertrag: Die zu erbringenden Leistungen werden erschöpfend beschrieben und dafür eine Pauschale vereinbart
- Globalpauschalvertrag: Die zu erbringenden Leistungen werden ergebnisorientiert (funktionale Ausschreibung) beschrieben und dafür eine Pauschale vereinbart. Bei Pauschalpreisverträgen trägt der Unternehmer das Massenrisiko, soweit zumutbar (siehe § 2 Abs. 7 VOB/B, § 242 BGB)
- Selbstkostenerstattungsvertrag: Die Vergütung erfolgt auf Nachweis der Aufwendungen. Heute nicht mehr gebräuchlich, wettbewerbsfeindlich.
- Regievertrag (Stundenlohnvertrag): Die Vergütung erfolgt aufgrund vereinbarter Sätze für den tatsächlichen Aufwand an Personal- und Maschinenstunden sowie Material. (Ein Vertrag kann sowohl ausschließlich Regiearbeiten umfassen, wie auch Regiearbeiten (angehängte) in Kombination mit anderen Vergütungssystemen)
- GMP-Vertrag (Garantierter Maximalpreis): Durch gemeinsam zu optimierende Planung und Ausführung soll in kooperativer Form dieser GMP unterschritten werden. Die eingesparten Kosten werden entsprechend zwischen den Partnern (AG und AN) aufgeteilt.
- PPP-Vertrag: Öffentlicher Auftraggeber beauftragt Gesellschaft mit der Planung, Finanzierung, dem Bau und dem Betreiben der baulichen Anlage über eine längere Laufzeit (typisch 15 bis 25 Jahre). Die Vergütung erfolgt in monatlichen oder jährlichen Raten.

Sind die Allgemeinen Vertragsbedingungen für die Ausführung von Bauleistungen (VOB/B) anwendbar (siehe dazu hier unten), sind nicht vorgesehene Leistungen gesondert zu vergüten (§ 2 Abs. 6 VOB/B).

## Vertragsbedingungen
In Bauverträgen werden die vertraglichen Pflichten oft im Einzelnen ergänzend oder abweichend vom BGB durch besondere Vertragsbedingungen geregelt, die als Allgemeine Geschäftsbedingungen (§ 305 BGB) der Inhaltskontrolle durch die Gerichte unterliegen (§§ 307 bis 309 BGB).

### VOB
In Bauverträgen häufig vereinbarte Vertragsbedingungen sind die „Allgemeinen Vertragsbedingungen für die Ausführung von Bauleistungen“ (VOB/B).
Das Bundesministerium für Umwelt, Naturschutz, Bau und Reaktorsicherheit (BMUB) veröffentlichte – nach Billigung durch den Vorstand des DVA – im Januar 2016 die überarbeitete VOB/A Abschnitt 2 und Abschnitt 3 sowie die teilweise überarbeiteten Regelungen des Abschnitts 1 der VOB/A und der VOB/B im Bundesanzeiger.
Mit Inkrafttreten der Verordnung zur Modernisierung des Vergaberechts am 18. April 2016 wurden die Abschnitte 2 und 3 der VOB/A in Kraft gesetzt.
Die VOB/B sind Bestandteil der vom „Deutschen Vergabe- und Vertragsausschuss für Bauleistungen“ (DVA) herausgegebenen „Vergabe- und Vertragsordnung für Bauleistungen“ (VOB), die seit der Neufassung 2002 umbenannt ist und früher bekannt war unter der Bezeichnung „Verdingungsordnung für Bauleistungen“ (VOB). Mitglied im DVA sind Vertreter der öffentlichen Hand (Bund, Länder, kommunale Spitzenverbände) als Auftraggeber von öffentlichen Bauleistungen und Spitzenorganisationen der Auftragnehmer im Bereich des öffentlichen Bauauftragswesens.
Öffentliche Auftraggeber sind verpflichtet, abgeschlossenen Bauverträgen die VOB/B zugrunde zu legen. Bei der Auftragsvergabe haben sie die „Allgemeinen Bestimmungen für die Vergabe von Bauleistungen“ (VOB/A) zu beachten.

### Internationale Bauvertragsbedingungen
Im internationalen Bauwesen sind besondere, meist auf angelsächsischen Wurzeln beruhende Bauvertragsbedingungen üblich wie beispielsweise die FIDIC-Vertragsmuster. Diese Vertragswerke der „Fédération Internationale des Ingenieurs Conseils“ weisen hinsichtlich Aufbau, Struktur und gesetzlichem Hintergrund teilweise erhebliche Unterschiede zum VOB/B-Vertrag auf. Momentan vertreibt die FIDIC vier Vertragswerke: Das Red Book, Yellow Book, Silver Book und das Green Book. Im Zuge der Globalisierung und fortschreitenden EU-Osterweiterung werden diese Vertragsbedingungen immer mehr Bedeutung erlangen.